# Timàlia pitblanca
La timàlia pitblanca (Stachyris grammiceps) és un ocell de la família dels timàlids (Timaliidae).

## Hàbitat i distribució
Habita els boscos de l'oest de Java.